# Fanny Elssler
Fanny Elssler, nome completo Franziska Elssler (Elßler) (Gumpendorf, 23 giugno 1810 – Vienna, 27 novembre 1884), è stata una danzatrice austriaca.
Fu una delle più famose ballerine dell'era romantica, capace di affascinare i contemporanei con il suo temperamento sensuale e le sue capacità drammatiche: la si ricorda in particolare per il tipo di danza chiamato terre-à-terre contrapposto a quello di Maria Taglioni, chiamato aérien.
Il suo stile veniva chiamato taqueté (tecnicamente fatto di passi veloci, brevi, puntati e ribattuti). Molto portata per il demi-caractère, è famosa per la sua interpretazione di una danza spagnola, accompagnata da nacchere, chiamata cachucha che faceva parte del balletto Le diable boiteux di Jean Coralli andato in scena nel 1836. Un altro suo grande successo fu La Gipsy (1839) di Joseph Mazilier e La Tarentule sempre di Jean Coralli (1839).

## Biografia
L'inizio dei suoi studi fu a Vienna, dove a sette anni già ballava al Teatro Kärntnertor. Quasi sempre danzava con sua sorella Thérese, che era più vecchia di lei di due anni. Thérese era molto alta (più di un metro e novanta) e spesso si trovava a dover interpretare le parti en travesti. Le due sorelle studiarono balletto con Jean-Pierre Aumer e Friedrich Horschelt. Studiarono anche a Napoli con il grande Gaetano Gioja. Nel 1827, dopo alcuni anni di esperienza a Vienna, le sorelle andarono in tournée a Napoli: qui Fanny fece innamorare il principe Leopoldo, figlio cadetto del re Ferdinando I delle Due Sicilie, ed ebbe a soli 17 anni un figlio da lui, Franz, che morirà suicida nel 1873. 
Nel 1830 Fanny e Thérese furono assunte a Berlino. Questo fu l'inizio di una serie di trionfi della bellezza e delle capacità personali di Fanny.
Nel settembre del 1834 la Elssler fece la sua apparizione all'Opéra di Parigi nel balletto La Tempête di Jean Coralli, oscurando per un momento la fama di Maria Taglioni, con la quale entrò in competizione. Nel 1840 intraprese un viaggio oltreoceano che doveva durare tre mesi, ma in realtà durò tre anni. Ballò anche a L'Avana (Cuba), dove fu accolta come una regina, e in America, dove venne scortata dal figlio del Presidente degli Stati Uniti.
Fanny fu una delle maggiori interpreti de La fille mal gardée, il più antico balletto, e l'unico di Jean Dauberval, rimasto fino ad oggi in repertorio. Un balletto ambientato tra il popolo, senza fate né spiriti celesti, in cui la protagonista, Lisa, è una furba popolana che non accetta di sposare il ricco tonto ma vuole sposare l'amato povero. Lisa era un personaggio perfetto per le facoltà mimiche di Fanny che lo interpretò a Parigi nel 1837 e lo portò anche nella sua tournée americana.
Al ritorno in Europa danzò in Germania, Austria, Francia, Inghilterra e Russia. Nel 1843 danzò a Londra per la prima volta in Giselle, il famosissimo balletto di Jean Coralli e Jules Perrot creato per Carlotta Grisi. Diede un'interpretazione memorabile della pazzia di Giselle nel primo atto, una parte che ben si addiceva al suo temperamento focoso.
Un altro ruolo per il quale la ballerina fu molto famosa è quello ne La Esmeralda che Jules Perrot trasse da Notre-Dame de Paris di Victor Hugo e che fu una delle sue ultime interpretazioni prima del precoce ritiro. Con Beatrice de Gand e La Esmeralda incantò la Scala di Milano (dove si era esibita per la prima volta nel 1838) nel 1844 e nel 1845.
La danzatrice fu protagonista alla Scala anche nel 1847 e nel 1848, rispettivamente con Caterina, la figlia del bandito (balletto di Jules Perrot con musica di Cesare Pugni) e con il Faust, sempre di Perrot. Nella prima occasione la ballerina austriaca riscosse un successo straordinario presso un pubblico entusiasta, ma l'anno successivo fu vittima innocente della mutata situazione politica. In città fervevano i sentimenti anti-austriaci, e il debutto del Faust era previsto per il 22 febbraio (mancava meno di un mese all'inizio delle Cinque giornate di Milano). Fu allora diffuso un volantino che chiedeva ai milanesi di non andare alla rappresentazione a causa delle origini austriache della Elssler. La popolazione accolse l'invito e i più agguerriti si recarono addirittura a fischiarla in teatro, facendola svenire.
Nel 1851 si ritirò dalla danza andando a vivere vicino ad Amburgo con la figlia avuta dal musicista Anton Stuhlmuller nel 1830. Il suo addio alle scene fu il balletto di Jules Perrot, Faust.
Morì nella natia Vienna all'età di settantaquattro anni, milionaria.